# Deaver (Wyoming)
Deaver ist ein Ort mit dem Status Town im Big Horn County im US-Bundesstaat Wyoming. Das U.S. Census Bureau hat bei der Volkszählung 2020 eine Einwohnerzahl von 154 ermittelt.

## Geografie
Deaver liegt im nördlichen Teil des Bighorn Basin, westlich der Bighorn Mountains und südwestlich der Pyror Mountains im äußersten Norden von Wyoming auf einer Höhe von 1252 m. Der Ort liegt unweit der Mündung des Polecat Creek in den Sage Creek, der in südöstliche Richtung fließt und bei Lovell in den Shoshone River mündet. Deaver liegt 9 km südöstlich von Frannie, 10 km westlich von Cowley sowie 13 km nordwestlich von Byron. Im Ort trifft der aus Powell im nur zwei Kilometer westlich gelegenen Park County kommende Wyoming Highway 114 auf die von Lovell über Cowley in Richtung Frannie verlaufenden Highways US-310 und WYO-789.

## Geschichte
Der Ort wurde im Jahr 1919 im fruchtbaren Flusstal des Sage Creek an der Bahnstrecke der Burlington Route gegründet. Im frühen 20. Jahrhundert betrieb die Chicago, Burlington and Quincy Railroad die Big Horn Railroad, die entlang des Bighorn Rivers durch das Bighorn Basin verlief und von Billings über Frannie und vorbei an Deaver nach Lovell und Greybull führte. Der Betrieb wurde 1967 eingestellt.

## Demographie
Nach der Volkszählung im Jahr 2020 lebten in Deaver 154 Menschen in 62 Haushalten. Die Bevölkerungsdichte beträgt 59 Einwohner je km². Ethnisch betrachtet setzte sich die Bevölkerung zusammen aus 91,56 % Weißen und 7,79 % mit spanischer oder lateinamerikanischer Abstammung. 7,14 % stammten von zwei oder mehr ethnischen Gruppen ab. Die durchschnittliche Familiengröße lag bei 3,5 Personen. Das Durchschnittsalter betrug 34,5 Jahre.